# کیت گلیسون
کاترین آنسلم گلیسون (انگلیسی: Kate Gleason; November 24, 1865 – ۹ ژانویهٔ ۱۹۳۳) مهندس و تاجر آمریکایی بود که به خاطر دستاوردهایش در زمینه مهندسی و انسان‌دوستی شناخته شده است. او از سنین جوانی چندین نقش مدیریتی را در شرکت خانوادگی گلیسون ورکز در راچستر، نیویورک بر عهده داشت و بعدها از تجربه خود برای آغاز یک حرفه موفق در امور مالی و ساخت‌وساز استفاده کرد. او با ترکیب آموزش رسمی و تجربه کاری در گلیسون ورکز، به عنوان یک مهندس شناخته شد و در سال ۱۹۱۴ به عنوان اولین عضو زن انجمن مهندسان مکانیک آمریکا انتخاب شد. نام او بر کالج مهندسی کیت گلیسون در مؤسسه فناوری راچستر نهاده شده است.

## زندگی و تحصیلات
کاترین آنسلم گلیسون در ۲۴ نوامبر ۱۸۶۵ در راچستر، نیویورک متولد شد. او نخستین فرزند از چهار فرزند ویلیام و الن مک‌درموت گلیسون، مهاجران ایرلندی بود. ویلیام مالک یک شرکت ماشین‌ابزار بود که بعدها به نام گلیسون ورکز شناخته شد. او در سال ۱۸۷۴ دستگاهی را برای تراش چرخ‌دنده مخروطی به‌طور خودکار توسعه داد و گلیسون ورکز به یک شرکت برجسته در برش چرخ‌دنده تبدیل شد. هنگامی که کیت ۱۱ ساله بود، برادر ناتنی‌اش تام بر اثر حصبه درگذشت که این امر هم برای خانواده و هم برای شرکت که تام در آن فعالیت می‌کرد، مشکل‌ساز شد. پس از مدت کوتاهی، او برای کمک به پدرش در شرکت مشغول به کار شد و به دفترداری پرداخت.
در سال ۱۸۸۴، در سن ۱۹ سالگی، گلیسون در برنامه هنرهای مکانیکی دانشگاه کرنل ثبت‌نام کرد و اولین زن در برنامه مهندسی این دانشگاه شد. اما او به دلیل مشکلات مالی شرکت خانوادگی، نتوانست تحصیلات خود را به پایان برساند. پدرش که یک جانشین برای او استخدام کرده بود، دیگر توان پرداخت حقوق او را نداشت و از گلیسون خواست به راچستر بازگردد. او هرگز نتوانست تحصیلات خود را به‌طور تمام‌وقت ادامه دهد، اما از طریق آموزش و یادگیری خودآموز به عنوان یک مهندس شناخته شد. وی تحصیلات خود را به عنوان دانشجوی پاره‌وقت در کالج مهندسی سیبلی و مؤسسه مکانیک (که بعداً به مؤسسه فناوری راچستر تغییر نام یافت) ادامه داد.

## فعالیت
گلیسون پس از بازگشت به گلیسون ورکز، در سمت‌های مختلف ارتقا یافت. او به عنوان منشی و خزانه‌دار شرکت منصوب شد و علاوه بر آن، به عنوان نماینده فروش شرکت نیز فعالیت کرد. در دهه ۱۸۹۰، با افزایش تقاضا برای چرخ‌دنده‌ها در صنایع دوچرخه و خودرو، نقش او اهمیت بیشتری پیدا کرد. در سال ۱۸۹۳، او به اروپا سفر کرد تا بازار شرکت را گسترش دهد که از نخستین تلاش‌های جهانی‌سازی یک تولیدکننده آمریکایی بود. این سفر موفقیت‌آمیز بود و چندین مشتری خارجی برای شرکت جذب کرد. او در سال ۱۹۰۰، دوباره به اروپا سفر کرد تا در نمایشگاه جهانی پاریس (۱۹۰۰) شرکت کند.

گلیسون همچنین به دلیل توانایی‌هایش در بازاریابی و فروش شهرت یافت. او به دلیل زن بودن در یک صنعت مردسالار، توانست به عنوان یک چهره منحصربه‌فرد توجه‌ها را جلب کند. او دربارهٔ موفقیت خود گفته بود:
در آن روزها، من یک مورد عجیب بودم؛ دربارهٔ چرخ‌دنده‌ها صحبت می‌کردم در حالی که هیچ زنی نباید می‌دانست چرخ‌دنده چیست. این موضوع برای من مفید بود، زیرا هرچند مردان از من خوششان نمی‌آمد، اما حداقل کنجکاو بودند که مرا ببینند، که این یک مزیت بزرگ در مقایسه با دیگر فروشندگان معمولی بود.

## حرفه
به دلیل اختلافات خانوادگی، گلیسون در سال ۱۹۱۳ شرکت را ترک کرد. در ژانویه ۱۹۱۴، او به عنوان مدیر شرکت اینگل ماشین منصوب شد و یکی از نخستین زنانی بود که از سوی دادگاه ورشکستگی آمریکا به چنین مقامی منصوب شد. تحت مدیریت او، شرکت از بحران مالی خارج شد و بدهی‌هایش را پرداخت کرد. تا پایان سال ۱۹۱۵، کنترل شرکت دوباره به سهامداران بازگردانده شد.
در سال ۱۹۱۸، او به عنوان رئیس بانک اولین بانک ملی شرق روچستر منصوب شد. در این دوران، او به پروژه‌های مسکن و ساخت‌وساز مشغول شد و چندین شرکت از جمله پروژه مسکونی Concrest در ایست راچستر، نیویورک را راه‌اندازی کرد. این پروژه از فناوری بتن برای ساخت خانه‌های مقاوم و ارزان‌قیمت بهره می‌برد و خانه‌ها با قیمتی کمتر از ۴۰۰۰ دلار فروخته شدند.
در دهه ۱۹۲۰، گلیسون برای فرصت‌های تجاری به فرانسه، کالیفرنیا و کارولینای جنوبی سفر کرد.> او یک قلعه در سپتمون خریداری و بازسازی کرد و در این شهر یک کتابخانه و سالن سینما ساخت تا نیروهای اعزامی آمریکا را گرامی بدارد. در این دوره، او به کالیفرنیا سفر کرد تا ساختمان‌های خشتی را مطالعه کند. در سال ۱۹۲۴، شهر برکلی (کالیفرنیا) از او برای کمک به بازسازی پس از یک آتش‌سوزی مشاوره گرفت. در اواخر دهه ۱۹۲۰، او ساخت ساختمان‌های بتنی در سائوسالیتو، کالیفرنیا را آغاز کرد، اما این پروژه به اندازه ساخت‌وسازهای او در راچستر موفق نبود. در خانه زمستانی خود در بووفرت، قصد داشت مجموعه‌ای از آپارتمان‌های باغی را برای هنرمندان و نویسندگان بسازد، اما تا زمان مرگش فقط ده خانه تکمیل شد. این مجموعه بعدها توسط خواهرش النور تکمیل شد و در سال ۱۹۳۳ افتتاح گردید.

## زندگی شخصی
خانواده گلیسون با سوزان آنتونی، یکی از ساکنان راچستر، دوست بودند و آنتونی در زمینه کسب‌وکار و تبلیغات به کیت مشاوره می‌داد. گلیسون در سال ۱۹۰۶، جشن تولد ۸۶ سالگی آنتونی را میزبانی کرد، که اندکی پیش از درگذشت آنتونی بود. گلیسون حامی سرسخت حق رأی زنان در ایالات متحده بود. در سال ۱۹۱۲، او مبلغ ۱۲۰۰ دلار به انجمن ملی حق رأی زنان آمریکایی اهدا کرد که یکی از بزرگ‌ترین کمک‌های مالی این انجمن بود. بسیاری از نوشته‌های شخصی او به حمایت‌های او و پدرش از حق رأی زنان اشاره دارند. او ازدواج را مانعی برای زندگی حرفه‌ای خود می‌دانست و هرگز ازدواج نکرد و فرزندی نداشت.

در دهه ۱۹۲۰، گلیسون به فعالیت‌های خیرخواهانه روی آورد و کمک‌های مالی قابل توجهی به یتیم‌خانه‌ها، کتابخانه‌ها و مدارس کرد. در سال ۱۹۲۹، او یک ملک وسیع را به مؤسسه فناوری راچستر اهدا کرد.

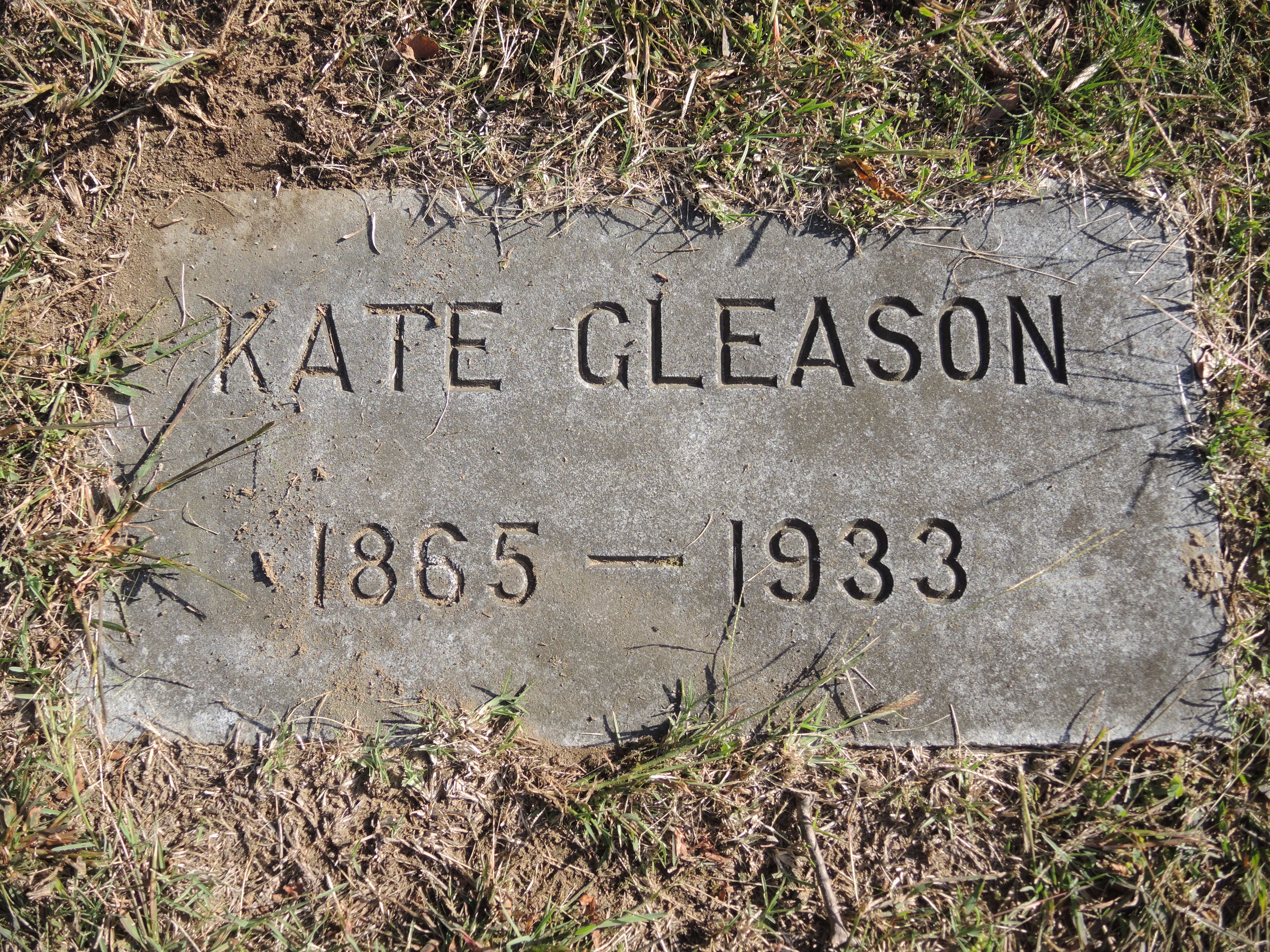
سنگ مزار در گورستان ریورساید (راچستر، نیویورک)

## درگذشت و میراث
در سال ۱۹۱۳، گلیسون اولین زنی شد که به عضویت انجمن مهندسان آلمان درآمد. در سال ۱۹۱۴، او اولین زنی بود که به عضویت انجمن مهندسان مکانیک آمریکا پذیرفته شد. مدت کوتاهی بعد، لیڈیا ولد نیز به این انجمن پیوست. در سال ۱۹۳۰، گلیسون نماینده این انجمن در کنفرانس جهانی انرژی در آلمان بود. به دلیل فعالیت‌هایش در زمینه ساخت‌وساز، او همچنین اولین زن عضو مؤسسه بتن آمریکا شد.

## یادداشت
1. ↑  Biographer Janis Gleason claims Kate Gleason was born on November 24.[۱] Gleason's obituary in نیویورک تایمز gives November 24 as her birth date while her obituary in the Rochester Times-Union gives November 25.[۲][۳]
2. ↑  biographer janis gleason claims kate gleason was born on november 24.[۴] gleason's obituary in the new york times gives november 24 as her birth date while her obituary in the rochester times-union gives november 25.[۲][۳]